# Diocèse d'Osnabrück
Le diocèse d'Osnabrück (en latin : dioecesis Osnabrugensis) est une église particulière de l'Église catholique en Allemagne. Situé en Basse-Saxe, son siège est la cathédrale Saint-Pierre d'Osnabrück. Depuis 1994, il est suffragant de l'archidiocèse de Hambourg.

## Territoire
Le diocèse d'Osnabrück couvre l'ancienne principauté épiscopale d'Osnabrück (Hochstift Osnabrück), l'ancienne principauté de Frise orientale, l'ancien duché d'Arenberg-Meppen, le bas-comté (Niedergrafschaft) de l'ancien comté de Lingen (Grafschaft Lingen), l'ancien comté de Bentheim (Grafschaft Bentheim), le comté de Diepholz (Grafschaft Diepholz), le comté de Hoya (Grafschaft Hoya) ainsi que la ville de Brême.

## Histoire
Le diocèse d'Osnabrück est érigé en 772 par Charlemagne pour la christianisation des Saxons.
En 1543, le prince-évêque Franz von Waldeck se convertit à la confession d'Augsbourg. Du fait de l'alternance d'évêques catholiques et luthériens, Osnabrück est une des rares principautés du Saint Empire à échapper au principe Cujus regio, ejus religio. 
Pendant la guerre de Trente Ans, le cardinal-évêque Eitel Friedrich von Hohenzollern-Sigmaringen tente d'y faire appliquer l'Édit de restitution rétablissant la prépondérance catholique mais les traités de Westphalie, en 1648, rétablissent l'équilibre entre les deux confessions. Par l'article 13 du traité d'Osnabrück (Instrumentum Pacis Osnabrugensis), signé le 24 octobre 1648, la maison ducale de Brunswick-Lunebourg renonce aux coadjutories sur les archevêchés de Magdebourg et de Brême et sur les évêchés d'Halberstadt et de Ratzebourg. En contrepartie, elle obtient la succession alternative entre les évêques catholiques et ceux de la confession d'Augsbourg.
Le dernier prince-évêque est Frédéric Auguste d'York, fils cadet du roi George III du Royaume-Uni. Par le recès d'Empire du 25 février 1803, l'évêché est sécularisé et son territoire incorporé à l'électorat de Brunswick-Lunebourg.
Par la bulle Impensa Romanorum Pontificum du 26 mars 1824, le pape Léon XII rend le diocèse exempt.
Après l'annexion du royaume de Hanovre par la Prusse en 1866, le diocèse d'Osnabrück subit le contrecoup de la politique anticatholique (Kulturkampf) du chancelier Otto von Bismarck.
Par la bulle Pastoralis officii du 13 août 1930, le pape Pie XI supprime la préfecture apostolique du Schleswig-Holstein, ainsi que le vicariat apostolique de la Germanie septentrionale et incorpore leurs territoires au diocèse d'Osnabrück.
Par la constitution apostolique Omnium Christifidelium du 24 octobre 1994, le pape Jean-Paul II élève l'administration apostolique de Schwerin, dont le siège est à Hambourg, au rang d'archidiocèse métropolitain, avec Osnabrück et Hildesheim comme suffragants.